# توسي (شركة)
شركة توسي المحدودة (بالإنجليزية: TOSE Co., Ltd.)‏ ، هي شركة يابانية لإنتاج الألعاب الفيديو وتطويرها، أسست سنة 1979م ويقع مقرها في مدينة كيوتو اليابانية.

## وصلات خارجية
- الموقع الرسمي
- Tose SoftWare (Hangzhou)
- Phonex Communications
- Librica
- Tose Software U.S.
- Tose Okinawa
- T-net
- List of Tose games at GameFAQs
- Tose entry at MobyGames
- "Tose: Gaming's Dirty Little Secret" at 1UP.com